# Copa Federação Maranhense de Futebol de 2023
A Copa FMF de 2023 seria a 40ª edição desta competição futebolística organizada pela Federação Maranhense de Futebol (FMF).

## História
No dia 8 de setembro de 2023, a FMF divulgou o regulamento e tabela básica da competição, com planos de início para o dia 4 de novembro. A competição - assim como nas últimas 2 edições - contaria com 8 participantes:
| Equipe                | Cidade              |
| --------------------- | ------------------- |
| Chapadinha            | Chapadinha          |
| Cordino               | Barra do Corda      |
| IAPE                  | São Luís            |
| Pinheiro              | Pinheiro            |
| Sampaio Corrêa        | São Luís            |
| São José-MA           | São José de Ribamar |
| Moto Club             | São Luís            |
| Campeão da 2ª Divisão | A definir           |

1. ↑  Tuntum sagrou-se campeão da segunda divisão.[2]

As equipes participantes seriam divididas em 2 grupos, sendo que os do Grupo A enfrentariam os do Grupo B, totalizando 4 rodadas, com as duas melhores equipes avançariam para a próxima fase. As semifinais seriam disputadas em jogo único, com o melhor colocado do grupo tendo vantagem do empate. A final também seria em jogo único, e caso empatasse no tempo normal, haveria uma disputa por pênaltis. O campeão escolheria uma vaga na Copa do Brasil ou Série D de 2024, enquanto o vice-campeão ficaria com a restante.

### Desistências e cancelamento

#### Desistência da Chapadinha
No dia 20 de setembro, os clubes se reuniram para definir de vez a realização da competição, e nela, a FMF informou a desistência do Chapadinha, e com isso chamou o vice-campeão da segunda divisão para complementar as 8 equipes.

#### Desistências de outras cinco equipes
No dia 21 de setembro, as equipes IAPE, Pinheiro, Sampaio Corrêa, São José-MA e Moto Club anunciaram em conjunto da FMF, que desistiram de participar da competição; além do cancelamento e que as vagas nacionais fossem distribuídas via a classificação no Campeonato Maranhense de 2023.
No ofício enviado à FMF, os clubes alegaram que a realização da competição prejudicaria seus recursos financeiros, pois eles teriam de arcar com custos de arbitragem, viagens, hospedagens e pagamento de atletas para uma competição de tiro curto, o que comprometeria o planejamento para o Campeonato Maranhense de 2024, e outros campeonatos. O comunicado também destacou o Chapadinha, que já havia anunciado sua desistência. A participação do Sampaio Corrêa na Série B de 2023 foi apontada como um empecilho para o torneio, pois seria realizado em meio aos últimos compromissos da Bolívia Querida na Série B. O ofício ressaltou a manutenção do Sampaio Corrêa na segunda divisão nacional, que é interesse de todos os clubes do estado, já que a equipe soma pontos importantes para o estado no Ranking da CBF, utilizado na distribuição das vagas em com nacionais.